# 国際連合人道問題調整事務所
国際連合人道問題調整事務所（こくさいれんごうじんどうもんだいちょうせいじむしょ、英: United Nations Office for Coordination of Humanitarian Affairs）は、国際連合災害救済調整官事務所（UNDRO）及び国際連合人道問題局（DHA）を母体とし、1992年に国際連合総会決議46/182によって設立された国際連合事務局の一つ。一般的には「国連人道問題調整事務所」、或いは略称であるOCHA（オチャ）と呼ばれている。本部はニューヨーク及びジュネーヴ。
OCHAは、さまざまな自然災害・紛争災害の場で人道援助活動を効果的に行えるようにするために、他の国連・国際機関や政府と協力して調整するのが主な役割である。アジア、アフリカ、ヨーロッパ、ラテンアメリカなど世界35ヶ国以上に2,000人弱のスタッフを抱えている。
1999年、日本では神戸のHAT神戸のWHO健康開発総合研究センターのある国際健康開発センタービルに最初のスタッフを送り、2002年に正式にOCHA神戸（OCHA Kobe)として開設された。後に移転し、現在は、隣接の人と防災未来センター東館に事務所を置き、2012年からは、日本の関係機関とのパートナーシップを通じて、緊急時対応と備えの強化を推進するため、業務を刷新した。尚、2011年まであったリリーフウェブ（ReliefWeb）と呼ばれる災害情報発信部門のアジアハブとしての機能は、2011年末にタイのバンコクに移転。

## 本部・事務所
- 本部
  - ジュネーヴ
  - ニューヨーク
- 事務所
  - 神戸